# Little by Little
Little by Little （リトルバイリトル） fue un grupo de J-pop conformado por 2 integrantes; Hideco & Tetsuhiko, profesionalizado oficialmente en el año 2003 bajo la firma Sony Music Entertainment Japan. Son conocidos gracias a sus colaboraciones en temas de anime incluyendo el tercer opening de Naruto «Kanashimi wo Yasashisa ni» (悲しみをやさしさに) y más tarde el tercer ending de Naruto Shippuden «Kimi Monogatari» (キミモノガタリ). 
El grupo además de hacer los opening y ending de Naruto habían creado otros temas: «Hamingubādo» (ハミングバード) ending de Yakitate!! Japan, «Love & Peace» segundo Opening de Superior Defender Gundam Force (SDガンダムフォース Esudī Gandamu Fōsu) y el tema «Ameagari no kyūna sakamachi» (雨上がりの急な坂道) para el dorama «Daisuki! Itsutsu ko 6» (大好き！五つ子6)
El nombre de la banda proviene de la canción «Little by Little» de su grupo favorito, Oasis.
En 2011 concluyó su contrato con el dúo Sony Music Entertainment Japan y Stardust Promotion. No renovaron, obvio, pues tras su último sencillo, Pray (2008), y una última canción llamada "「Never Too Late」" (2009), su carrera pasó a estar prácticamente en pausa indefinida.
En 2012 ficharon con Iron Creative, donde se mantienen hasta el momento, no obstante toda su actividad musical sigue en pausa indefinida. Durante un tiempo, la propia web de Iron Creative informó de la vuelta del grupo en 2014... Finalmente no fue así.

## Miembros del grupo
- Hideco (ヒデコ en japonés, romanji: Hideko), Nombre real: Eiko Satō (佐藤 英子 Satō Eiko)), Vocalista.

Nacida en Komatsu, Prefectura de Ishikawa, Japón .
- Tetsuhiko (テツヒコ Tetsuhiko), Nombre real: Tetsuhiko Suzuki (鈴木 哲彦 Suzuki Tetsuhiko), Compositor.

Nacido el 31 de julio de 1968 en Osaka, Prefectura de Osaka, Japón .
Cuando se formó el grupo, little by little, ya contaba con toda una carrera musical a sus espaldas. Su primer sencillo, en solitario, data del 21 de enero de 1994; llegando su primer álbum no mucho después, el 7 de septiembre del mismo año.

## Discografía

### Miniálbumes
- Ginger song. / Wev. (1 de noviembre de 2000)

### Álbumes
- Sweet Noodle Pop (20 de julio de 2005)

1. "Sweet Noodle Pop"
2. "Just Like Eating Cheese"
3. "CLOSER"
4. "悲しみをやさしさに" (Kanashimi wo yasashisa ni, "Tristeza en gentileza") Tercer opening del anime Naruto
5. "ケチャップ" (Kechappu, "Ketchup")
6. "雨上がりの急な坂道" (Ameagari no kyūna sakamachi, "Una pendiente empinada, después de la tormenta")
7. "僕はサテライト" (Boku wa sateraito, "Soy un satélite")
8. "Ninja Kids"
9. "シンクロ" (Shinkuro, "Synchro")
10. "dept"
11. "LOVE & PEACE"
12. "home town"
13. "ハミングバード" (Hamingubādo, "Colibrí") Tercer ending del anime Yakitate!! Japan
14. "アストロドッグ" (Asutorodoggu, "Astrodog")
15. "開国ロック" (Kaikoku rokku, "Abriendo el rock Nacional")

### Sencillos
- 悲しみをやさしさに (17 de diciembre de 2003) (Kanashimi wo yasashisa ni, "Tristeza en gentileza")

1. "悲しみをやさしさに"
2. "Ireland fortune market"
3. "home town"
4. "悲しみをやさしさに　NARUTO -ナルト- Opening MIX"

- LOVE & PEACE (14 de abril de 2004)

1. "LOVE & PEACE"
2. "PUZZLE"
3. "アストロドッグ" (Asutorodoggu, "Astrodog")
4. "LOVE & PEACE (Instrumental)"

- 雨上がりの急な坂道 (11 de agosto de 2004) (Ameagari no kyūna sakamachi, "Una pendiente empinada, después de la tormenta") (Usado para el dorama 大好き！五つ子6 Daisuki! Itsutsu ko 6)

1. "雨上がりの急な坂道"
2. "ハッブル" (Habburu, "Hubble")
3. "Ninja Kids"
4. "雨上がりの急な坂道 -instrumental-"

- シンクロ (20 de abril de 2005) (Shinkuro, "Synchro") (Usado como el tema para la película 恋は五・七・五！ (Koi wa go・shichi・go!)

1. "シンクロ"
2. "名前のない今日" (Namae no nai kyō, "Hoy sin un nombre")
3. "シンクロ -instrumental-"

- ハミングバード (8 de junio de 2005) (Hamingubādo, "Colibrí") (Usado como ending en Yakitate!! Japan)

1. "ハミングバード"
2. "LONELY SURVIVOR"
3. "ハミングバード -instrumental-"

- キミモノガタリ (5 de diciembre de 2007) (Kimi monogatari, "Tu historia") (Tercer ending de Naruto Shippuuden)

1. "キミモノガタリ"
2. "ポテトとコーク" (Poteto to kooku, "Patatas y Coca-Cola")
3. "EDEN"
4. "キミモノガタリ -Instrumental-"

- Pray (28 de mayo de 2008)

1. "Pray"
2. "Re:birth Day"
3. "Japanese Compact Girl 148" (ジャパニーズコンパクトガール148 "Japanīzu Konpakuto Gāru 148")
4. "Pray -Instrumental-"